# Giuseppe Bellusci
Giuseppe Bellusci (Trebisacce, 21 agosto 1989) è un calciatore italiano, difensore della Recanatese.

## Caratteristiche tecniche
Giocatore forte fisicamente, bravo nella marcatura e deciso nei contrasti. Si dimostra abile nel gioco aereo e nei lanci lunghi che utilizza molto spesso per impostare il gioco. Può essere schierato sia come difensore centrale, ruolo prediletto, sia come terzino destro.

## Carriera

### Club

#### Gli inizi nell'Ascoli
Di famiglia arbëreshe di Plataci (CS) in Calabria, cresce nelle giovanili dell'Ascoli. Il 13 maggio 2007, a 17 anni e nove mesi, esordisce in Serie A in Ascoli-Palermo (3-2), entrando nel primo tempo al posto di Di Biagio. Nella stagione 2006-07 colleziona 3 presenze in A con il tecnico Nedo Sonetti. L'anno successivo, con la squadra bianconera retrocessa, conta 2 presenze in Serie B e con la formazione Primavera raggiunge i quarti di finale del campionato giovanile. Nella stagione 2008-09 diventa titolare in prima squadra, sotto la direzione del tecnico Franco Colomba.

#### Catania
Il 25 giugno 2009 viene acquistato a titolo definitivo dal Catania, con cui sottoscrive un contratto quinquennale. Il 13 settembre debutta contro l'Udinese allo stadio Friuli.
Nella stagione 2011-2012 diventa uno dei tasselli inamovibili tanto che alla fine del campionato fa 32 presenze con i rossazzurri.

#### Leeds Utd
Il 14 agosto 2014 passa in prestito con diritto di riscatto agli inglesi del Leeds. Nella partita d'esordio contro il Watford viene espulso. Il 16 settembre firma il suo primo gol "inglese" nella partita contro il Bournemouth.

#### Empoli
Dopo aver trascorso due stagioni in Inghilterra, il 1º luglio 2016 fa ritorno in Italia, venendo acquistato in prestito con diritto di riscatto dall'Empoli. Il 12 settembre 2016, durante la partita Empoli-Crotone, firma il suo primo gol in azzurro, segnando di testa al minuto 31.

#### Palermo
Il 2 agosto 2017 firma un contratto col Palermo fino al 2020. Segna il suo primo goal in maglia rosanero il 22 settembre 2018, nella sfida casalinga vinta per 4-1 contro il Perugia valevole per la quarta giornata di Serie B.

#### Monza e ritorno all'Ascoli
Rimasto svincolato, il 25 luglio 2019 viene tesserato dal Monza, con cui firma un contratto triennale. Con la formazione Brianzola raggiunge la promozione in Serie B dopo 19 anni.
Il 4 gennaio 2022 viene ceduto in prestito fino al termine della stagione all'Ascoli, ritornando nella squadra in cui era cresciuto. Il 10 luglio seguente viene riscattato dai bianconeri.Il 9 dicembre 2023 ritorna al gol dopo oltre 5 anni, nella gara casalinga contro lo Spezia, persa per 2-1, realizzando il momentaneo pareggio dei padroni di casa. 

#### Recanatese
Dopo un periodo senza squadra, il 1º ottobre 2024 firma con la Recanatese, in Serie D.

### Nazionale
Il 25 marzo 2009 esordisce in nazionale Under-21, con il tecnico Casiraghi, giocando titolare nella partita amichevole Austria-Italia (2-2) disputata a Vienna.

## Statistiche

### Presenze e reti nei club
Statistiche aggiornate al 4 maggio 2025.
| Stagione         | Squadra          | Campionato       | Campionato | Campionato | Coppe nazionali | Coppe nazionali | Coppe nazionali | Coppe continentali | Coppe continentali | Coppe continentali | Altre coppe | Altre coppe | Altre coppe | Totale | Totale |
| Stagione         | Squadra          | Comp             | Pres       | Reti       | Comp            | Pres            | Reti            | Comp               | Pres               | Reti               | Comp        | Pres        | Reti        | Pres   | Reti   |
| ---------------- | ---------------- | ---------------- | ---------- | ---------- | --------------- | --------------- | --------------- | ------------------ | ------------------ | ------------------ | ----------- | ----------- | ----------- | ------ | ------ |
| 2006-2007        | Ascoli           | A                | 3          | 0          | CI              | 0               | 0               |                    | -                  | -                  |             | -           | -           | 3      | 0      |
| 2007-2008        | Ascoli           | B                | 2          | 0          | CI              | 4               | 0               |                    | -                  | -                  |             | -           | -           | 6      | 0      |
| 2008-2009        | Ascoli           | B                | 30         | 1          | CI              | 0               | 0               |                    | -                  | -                  |             | -           | -           | 30     | 1      |
| 2009-2010        | Catania          | A                | 12         | 0          | CI              | 3               | 0               |                    | -                  | -                  |             | -           | -           | 15     | 0      |
| 2010-2011        | Catania          | A                | 9          | 0          | CI              | 0               | 0               |                    | -                  | -                  |             | -           | -           | 9      | 0      |
| 2011-2012        | Catania          | A                | 32         | 0          | CI              | 1               | 0               |                    | -                  | -                  |             | -           | -           | 33     | 0      |
| 2012-2013        | Catania          | A                | 26         | 0          | CI              | 3               | 0               |                    | -                  | -                  |             | -           | -           | 29     | 0      |
| 2013-2014        | Catania          | A                | 20         | 0          | CI              | 0               | 0               |                    | -                  | -                  |             | -           | -           | 20     | 0      |
| Totale Catania   | Totale Catania   | Totale Catania   | 99         | 0          |                 | 7               | 0               |                    | -                  | -                  |             | -           | -           | 106    | 0      |
| 2014-2015        | Leeds United     | FLC              | 30         | 2          | FACup+CdL       | 0               | 0               |                    | -                  | -                  |             | -           | -           | 30     | 2      |
| 2015-2016        | Leeds United     | FLC              | 27         | 0          | FACup+CdL       | 3+1             | 0               |                    | -                  | -                  |             | -           | -           | 31     | 0      |
| Totale Leeds Utd | Totale Leeds Utd | Totale Leeds Utd | 57         | 2          |                 | 4               | 0               |                    | -                  | -                  |             | -           | -           | 61     | 2      |
| 2016-2017        | Empoli           | A                | 33         | 1          | CI              | 0               | 0               |                    | -                  | -                  |             | -           | -           | 33     | 1      |
| 2017-2018        | Palermo          | B                | 23+2       | 0          | CI              | 2               | 0               |                    | -                  | -                  |             | -           | -           | 27     | 0      |
| 2018-2019        | Palermo          | B                | 30         | 1          | CI              | 2               | 0               |                    | -                  | -                  |             | -           | -           | 32     | 1      |
| Totale Palermo   | Totale Palermo   | Totale Palermo   | 55         | 1          |                 | 4               | 0               |                    | -                  | -                  |             | -           | -           | 59     | 1      |
| 2019-2020        | Monza            | C                | 19         | 0          | CI+CI-C         | 3+0             | 1+0             |                    | -                  | -                  |             | -           | -           | 22     | 1      |
| 2020-2021        | Monza            | B                | 30+1       | 0          | CI              | 2               | 0               |                    | -                  | -                  |             | -           | -           | 33     | 0      |
| 2021-gen. 2022   | Monza            | B                | 1          | 0          | CI              | 1               | 0               |                    | -                  | -                  |             | -           | -           | 2      | 0      |
| Totale Monza     | Totale Monza     | Totale Monza     | 50+1       | 0          |                 | 6               | 1               |                    | -                  | -                  |             | -           | -           | 57     | 1      |
| gen.-giu. 2022   | Ascoli           | B                | 17+1       | 0          | CI              | 0               | 0               |                    | -                  | -                  |             | -           | -           | 18     | 0      |
| 2022-2023        | Ascoli           | B                | 18         | 0          | CI              | 1               | 0               |                    | -                  | -                  |             | -           | -           | 19     | 0      |
| 2023-2024        | Ascoli           | B                | 30         | 2          | CI              | 0               | 0               |                    | -                  | -                  |             | -           | -           | 30     | 2      |
| Totale Ascoli    | Totale Ascoli    | Totale Ascoli    | 100+1      | 3          |                 | 5               | 0               |                    | -                  | -                  |             | -           | -           | 106    | 3      |
| 2024-2025        | Recanatese       | D                | 22         | 0          | CI-D            | 0               | 0               |                    | -                  | -                  |             | -           | -           | 22     | 0      |
| Totale carriera  | Totale carriera  | Totale carriera  | 388+4      | 7          |                 | 25              | 1               |                    | -                  | -                  |             | -           | -           | 417    | 8      |

## Palmarès
- Serie C: 1

Monza: 2019-2020 (girone A)